# Кричащие воробьиные
Крича́щие воробьи́ные, или одноголо́сые, или тира́нны (лат. Tyranni), — подотряд воробьинообразных птиц, включающий более 1000 видов. Распространены преимущественно в Америке, особенно в Южной. Общей характеристикой группы является упрощенное устройство голосового аппарата и, как следствие этого, отсутствие песни, а также разделенность сухожилий сгибателей пальцев.

## Этимология
Научное название рода Tyrannus (королевских тираннов) образовано от др.-греч. τύραννος «тиран».
По-русски подотряд называют кричащие воробьиные, одноголосые или тиранны. В старой литературе подотряд (или же в других классификациях инфраотряд) называли кричащими птицами, или же просто кричащими. Такое название было дано из-за того, что птицы издают очень звучные крики.

## Систематика
Недавние генетические исследования внутри отряда воробьинообразных птиц подтвердили существование двух подотрядов: тиранн и певчих воробьиных, a также учёные выделили новый подотряд — Acanthisitti, к которому отнесли семейство новозеландских крапивников.
Подотряд тиранн объединяет около 1100 видов, которые принадлежат 2 инфраотрядам: инфраотряду Eurylaimides, включающему питт, рогоклювов, филепитт и семейство Sapayoidae и инфраотряду Tyrannides, включающему всех остальных. Последний из них подразделяется на два парвотряда: парвотряд Furnariida, объединяющий печников, полосатых муравьеловок и некоторых других и парвотряд Tyrannida, объединяющий тиранновых муравьеловок, котинг, манакинов и ещё 7 семейств.

## Описание

### Внешний вид
Представители отряда — небольшие и средней величины птицы, длина туловища которых варьируется от 6 до 51 см, а масса тела — от 4,5 до 419 г. Окраска оперения у многих видов яркая, нередко пёстрая. У некоторых видов выражена половая и возрастная изменчивость окраски. Все птицы имеют относительно примитивное строение голосового аппарата, нижняя гортань (так называемый сиринкс) образована одной или двумя парами мышц.

### Голос
Строение гортани птиц не позволяет им петь, вместо это они издают разнообразные звуки, часто звучные крики.

## Размножение
Разные виды выбирают различные места для гнездования — это могут быть деревья и кустарники, дупла и норы, густая трава и заросли тростника. Кладка состоит от 1 до 9 яиц (чаще 2—4), насиживание у разных видов длится от 2 до 4 недель.

## Питание
Среди представителей отряда есть и плотоядные, и растительноядные, и виды со смешанным типом питания.

## Распространение
Населяют несколько континентов. Многие виды обитают в тропиках Южной Америки, также представителей кричащих воробьиных можно встретить в Северной Америке, Африке, Южной Азии, в странах Океании и в Австралии. Большинство видов предпочитает селиться в лесах. Есть обитатели открытых ландшафтов, речных обрывов и морских прибрежных зон.

## Таксономическая структура
Инфраотряд Eurylaimides
- Семейство Eurylaimidae (рогоклювые)
- Семейство Philepittidae (мадагаскарские питтовые)
- Семейство Pittidae (питтовые)
- Семейство Sapayoidae

Инфраотряд Tyrannides (тиранновые)
- Парвотряд Furnariida
  - Надсемейство Furnarioidea
    - Семейство Dendrocolaptidae (древолазовые)
    - Семейство Formicariidae (муравьеловковые)
    - Семейство Furnariidae (печниковые)
    - Семейство Grallariidae
    - Семейство Rhinocryptidae (топаколовые)
    - Семейство Scleruridae
    - Семейство Xenopidae

  - Надсемейство Thamnophiloidea
    - Семейство Conopophagidae (гусеницеедовые)
    - Семейство Melanopareiidae
    - Семейство Thamnophilidae (полосатые муравьеловки)
- Парвотряд Tyrannida
  - без надсемейства
    - Семейство Cotingidae (котинговые)
    - Семейство Pipridae (манакиновые)

  - Надсемейство Tyrannoidea
    - Семейство Oxyruncidae (остроклювые)[9]
    - Семейство Onychorhynchidae
    - Семейство Pipritidae
    - Семейство Platyrinchidae
    - Семейство Rhynchocyclidae
    - Семейство Tachurididae
    - Семейство Tityridae
    - Семейство Tyrannidae (тиранновые)